# Катовице-Пыжовице (аэропорт)
Междунаро́дный аэропо́рт Като́вице имени Войцеха Корфанты (пол. Katowice Airport im. Wojciecha Korfantego; ИАТА: KTW, ИКАО: EPKT) — международный аэропорт, расположенный в Пыжовице в 30 км севернее от центра города Катовице (Польша).

## Статистические данные
В 2015 году аэропорт обслужил 3 069 273 пассажиров, что на 13,8% (или на 373 547 пассажиров) больше результатов предыдущего года.

## Авиакомпании и направления
- Centralwings (Дублин, Эдинбург, Шеннон)

- LOT Polish Airlines (Мюнхен, Турин, Варшава)
- Lufthansa (Франкфурт-на-Майне)
  - Lufthansa CityLine (Дюссельдорф)
  - Eurowings (Дюссельдорф)
- Ryanair (Бристоль, Кёльн, Дортмунд, Пафос)

- Wizz Air (Афины, Барселона-Жирона, Белфаст, Бургас, Борнмут, Брюссель-Шарлеруа, Кёльн/Бонн, Корк, Ковентри, Донкастер/Шеффилд, Дортмунд, Эйндховен, Франкфурт-Хан, Глазго Прествик, Гераклион, Ливерпуль, Лондон-Лутон, Лондон-Станстед, Мальмё-Стуруп, Милан-Бергамо, Осло-Торп, Париж-Бове, Рим-Чампино, Стокгольм-Скавста)

- Международные авиалинии Украины (Анталья, Марса-эль-Алам)